# Валеріу Стрелець
Валеріу (Валерій) Стрелець (рум. Valeriu Streleţ; 8 березня 1970, Цареука) — молдовський політик, прем'єр-міністр Республіки Молдова з 30 липня 2015.

## Життєпис
Народився 8 березня 1970 в селі Цареука Резінського району Молдавської РСР. У 1993 закінчив факультет історії Державного університету Молдови, в 2005 — факультет загальної економіки і права в Академії економічних наук Молдови.
У 1994 Стрелець стає головою Національної ліги молоді Молдови, заснованої в 1991. На парламентських виборах 1994 Національна ліга молоді Молдови входить до складу виборчого блоку «Соціал-демократичний блок», який отримує на виборах підтримку 3,66 % голосів і не долає виборчий бар'єр.
У лютому 2001 формується виборчий блок «Plai Natal (Рідний край)», до складу якого увійшла і Національна ліга молоді Молдови під керівництвом Стрельця. За результатами парламентських виборів 2001, блок отримує 1,58 % голосів і не долає виборчий бар'єр.
У листопаді 2001 Національна ліга молоді Молдови приєднується до Соціал-ліберальної партії (СЛП) Олега Серебряного. Валерій Стрелець стає віце-головою СЛП.
У жовтні 2007 Стрелець бере участь у створенні Ліберально-демократичної партії Молдови (ЛДПМ). Обирається до парламенту Молдови в липні 2009 і листопаді 2010. З травня 2011 до 29 грудня 2014 — голова парламентської фракції ЛДПМ.
27 липня 2015 Стрелець призначений кандидатом на посаду Прем'єр-міністра Республіки Молдова.
30 липня 2015 Стрелець призначений прем'єр-міністром Республіки Молдова голосами 52 депутатів.

## Особисте життя

### Володіння мовами
Стрелець володіє румунською, російською, французькою та англійською мовами.

### Родина
Одружений, має двох дітей.

## Нагороди
- 2014 — Орден Республіки (Молдова).